# كيت كيلتون
كيت كيلتون هي عارضة وممثلة كندية، ولدت في 20 يونيو 1978 في بامبرغ في ألمانيا.

## وصلات خارجية
- الموقع الرسمي
- كيت كيلتون على موقع IMDb (الإنجليزية)
- كيت كيلتون على موقع قاعدة بيانات الفيلم (الإنجليزية)